# Leia circumfera
Leia circumfera är en tvåvingeart som beskrevs av Fisher 1939. Leia circumfera ingår i släktet Leia och familjen svampmyggor.
Artens utbredningsområde är Costa Rica. Inga underarter finns listade i Catalogue of Life.